# Cattedrali in Guinea-Bissau

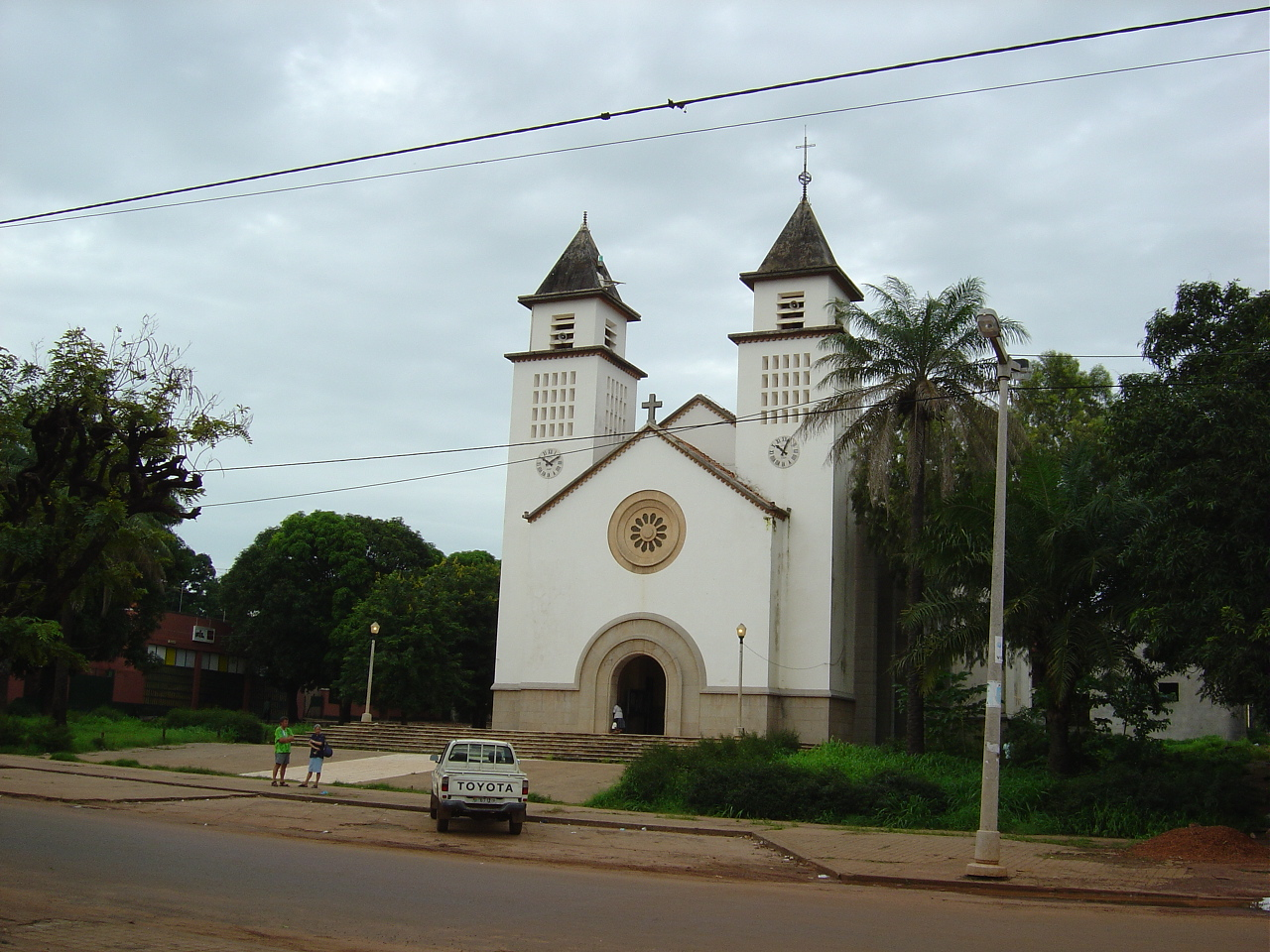
Cattedrale di Nostra Signora della Candelaria (Bissau)

Questa è una lista delle cattedrali in Guinea-Bissau.

## Cattedrali cattoliche
| Cattedrale                                    | Arcidiocesi o Diocesi | Località |
| --------------------------------------------- | --------------------- | -------- |
| Cattedrale di Nostra Signora della Candelaria | Diocesi di Bissau     | Bissau   |
| Cattedrale di Nostra Signora della Grazia     | Diocesi di Bafatá     | Bafatá   |